# Anarta nigrescens
Anarta nigrescens là một loài bướm đêm trong họ Noctuidae.